# Црква брвнара у Романовцима
Црква брвнара Светог Николе је храм Српске православне цркве који се налази у Романовцима, на подручју града Градишка у Републици Српској. Припада епархији бањалучкој. Посвећена је Светом Николи. Национални је споменик Босне и Херцеговине.

## Прошлост
Према попису Бањалучке епархије из 1911. године, на простору Босанске крајине било су 83 цркве брвнаре. Црква у Романовцима се може датирати у 18. вијек према својим карактеристикама, по свом облику, скромним димензијама, чињеници да нема олтарску апсиду. Ова тврдња добија на значају када се узме у обзир да је антиминис освећен у вријеме митрополита Павла Ненадовића (1749-1766). Датуми који се могу примијетити на цркви су година урезана на улазним вратима у цркву 1812 и 1815. година урезана на дверима. Ти датуми свједоче, представљају вријеме једне од поправки храма.
По народној легенди црква је стара и до 400 година. Предање каже да је било неко језерце на мјесту цркве, кад је народ тражио дозволу да гради цркву. Турци су дали то језерце, као мјесто на коме се може саградити црква. Тада су мушкарци доњели камење, а жене земљу у прегачама, те је тако језеро затрпано. Друга предање се надовезује на прво и оно каже да су Турци након бројних молби околних Срба, дозволили градњу цркве искључиво у једном дану, а за мјесто градње одредили су управо то језерце. Када су српски градитељи поранили у јутарњим сатима, језерце је преко ноћи нестало.

## Одлике храма
Црква је правоугаоне основе, широка је четири и дугачка седам метара. Грађена је од дебелих храстових дасака. Мјесто прозора урађено је неколико прореза међу брвнима. Под цркве је начињен од набијене земље. Костур цркве и њени зидови су истовјетани као и код цркве брвнаре у Јаворанима. Унутрашњи дио цркве подјељен је иконостасом на олтарски дио и простор наоса. На улазу храма подигнут је хор са степеницама. Царске двери су израђене су од боровог дрвета, вјероватно почетком 19. вијека. Рад су непознатог домаћег мајстора, а на њима је уписано више имена приложника.

### Књиге
Некада су сеу цркви налазиле двије старе штампане књиге, службеник штампани у Будиму 1700. године, и псалтир штампан 1838. године. Службеник је био власништво свештеника Павла Бранковића, што се види по запису из 1855. године. Док је псалтир припадао свештеника Михајлу Новковићу.